# Corel WordPerfect Office
WordPerfect Office es una suite de oficina. La versión más reciente es la WordPerfect Office X5 (que representa 15), lanzada en el año 2010, y que está disponible en varias ediciones. Los componentes principales son: 
- WordPerfect, procesador de texto
- Quattro Pro, hoja de cálculo
- Corel Presentations, programa de presentación
- Paradox, sistema de gestión de bases de datos
- CorelCENTRAL, gestor de información personal
- Dragon NaturallySpeaking, reconocimiento del habla (no en la edición estándar)

Corel WordPerfect Office X5 da apoyo a los formatos OpenDocument (ODF) y Office Open XML (OOXML) y permite abrir documentos PDF. Previamente, Corel publicó el 17 de junio de 2009 Corel Home Office, con similares características de interfaz que Microsoft Office, pero más simplificado e intuitivo.

## Versiones para el Macintosh
De la suite de componentes, solamente WordPerfect ha tenido una versión para el Macintosh. El desarrollo terminó con la versión 3.5e. Corel publicó esa versión final como freeware en 1998, antes de detener el desarrollo.
- Datos: Q934452